# Poste Airport
Poste Airport är en flygplats i Centralafrikanska republiken.   Den ligger i prefekturen Haut-Mbomou, i den östra delen av landet, 900 km öster om huvudstaden Bangui. Poste Airport ligger 650 meter över havet.
Terrängen runt Poste Airport är huvudsakligen platt. Poste Airport ligger uppe på en höjd. Närmaste större samhälle är Obo, 1,1 km sydost om Poste Airport. 
I omgivningarna runt Poste Airport växer huvudsakligen savannskog. Trakten runt Poste Airport är nära nog obefolkad, med mindre än två invånare per kvadratkilometer.